# Szent Mihály-székesegyház (Piura)
A perui Piurában található Szent Mihály-székesegyház a Piurai főegyházmegye központi temploma.

## Története
A templom 1588-ban épült fel, eredetileg torony nélkül: az első tornyot csak a 18. században építettek hozzá, a második tornyot pedig egy későbbi időpontban. A régi épület 1912-ben egy földrengésben csaknem teljesen elpusztult, de felújították.
Története során olyan híres személyeket kereszteltek meg benne, mint Miguel Grau, Ignacio Merino és Carlos Augusto Salaverry.

## Leírás
A háromhajós templom az északnyugat-perui Piura történelmi belvárosában található, a Plaza de Armas nevű tér északnyugati sarkánál. Főhomlokzata és az itt található főbejárat dél felé, a tér felé és a teret határoló Huancavelica utca felé néz, de van egy oldalsó bejárat is a nyugati oldalon húzódó Tacna utca felé is. A déli oldalán található a két neoreneszánsz stílusú torony is. Belsejében 20 dór stílusú oszlop található, 10–10 a két oldalán, előttük pedig egy-egy keresztútállomást alakítottak ki.
Igen értékesek a székesegyház belsejében található műalkotások, különösen a festmények. A fátimai Szűzanyát ábrázoló, spanyol barokk-csurrigereszk stílusú retabló az 1600-as évek második felében készülhetett, és sokáig a bazilika főoltáraként szolgált. További retablók a Prágai Kis Jézust, a Szent Családot és a szeplőtelen fogantatást ábrázolják; ez utóbbi rokokó stílusú.
Szintén értékes a fából faragott és aranylemezekkel borított szószék. A nagyméretű főoltár, amelyet 1960-ban készített a spanyol  Julián Alangna, szintén arannyal van borítva. A porresi Szent Márton egyik csodáját ábrázololó festmény Ignacio Merino alkotása a 19. századból, egy másik, a sekrestyében található kép pedig a 17. század második feléből származik, és a quitói iskolához sorolható. A cuzcói iskola több kisebb képe is megtalálható az épületben.

## Képek

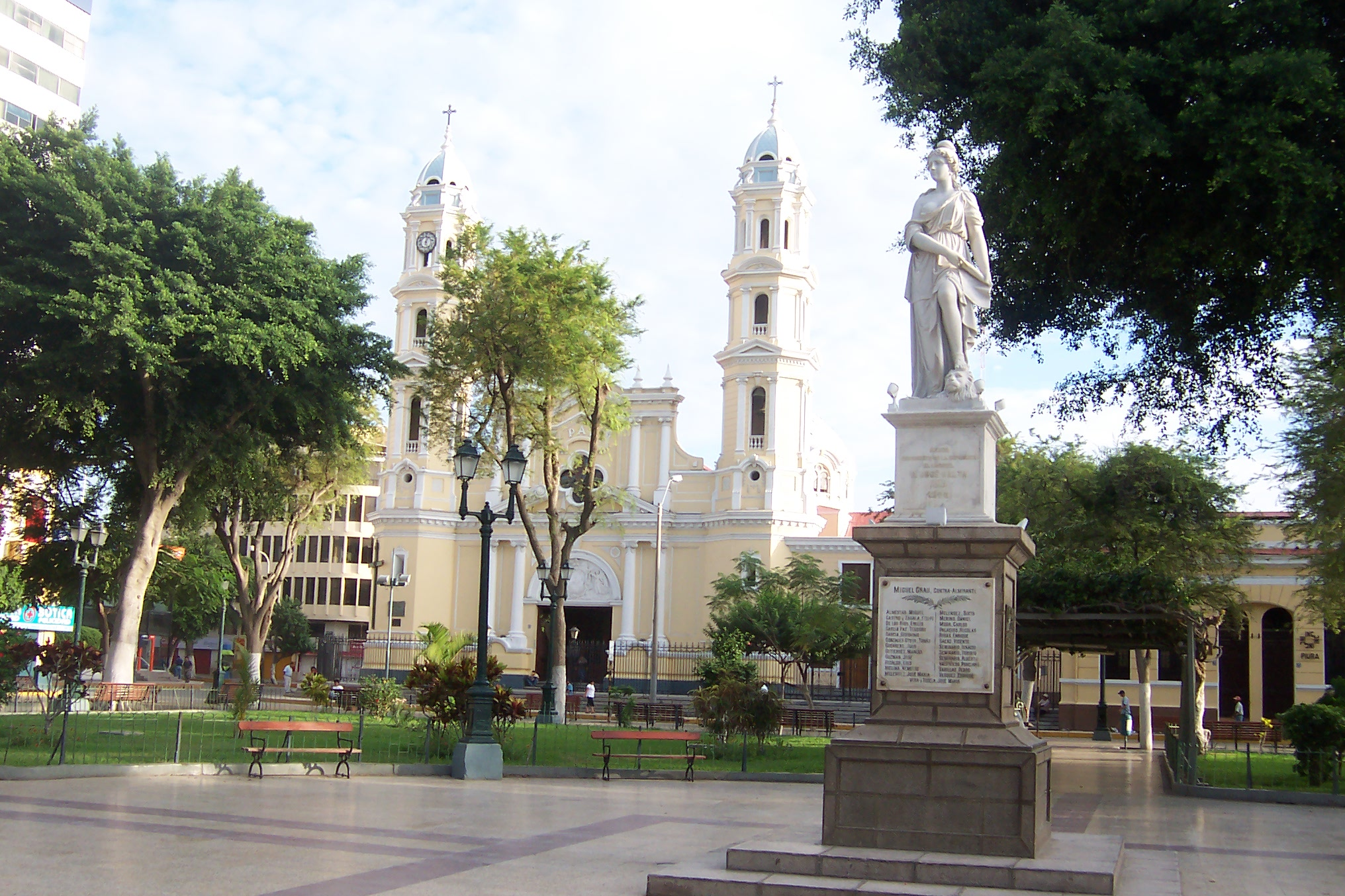
A templom és a Plaza de Armas tér
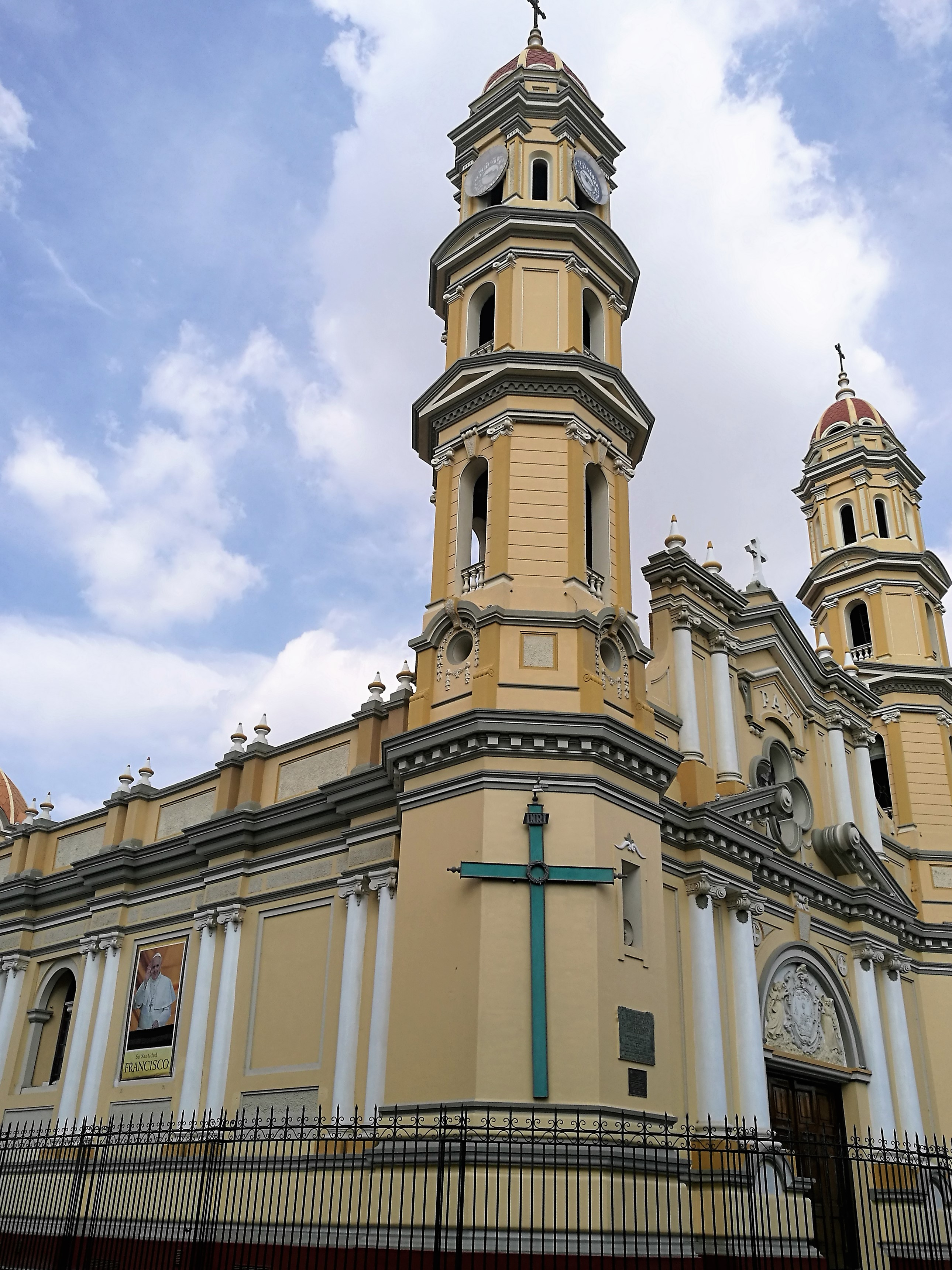
A templom egyik tornya
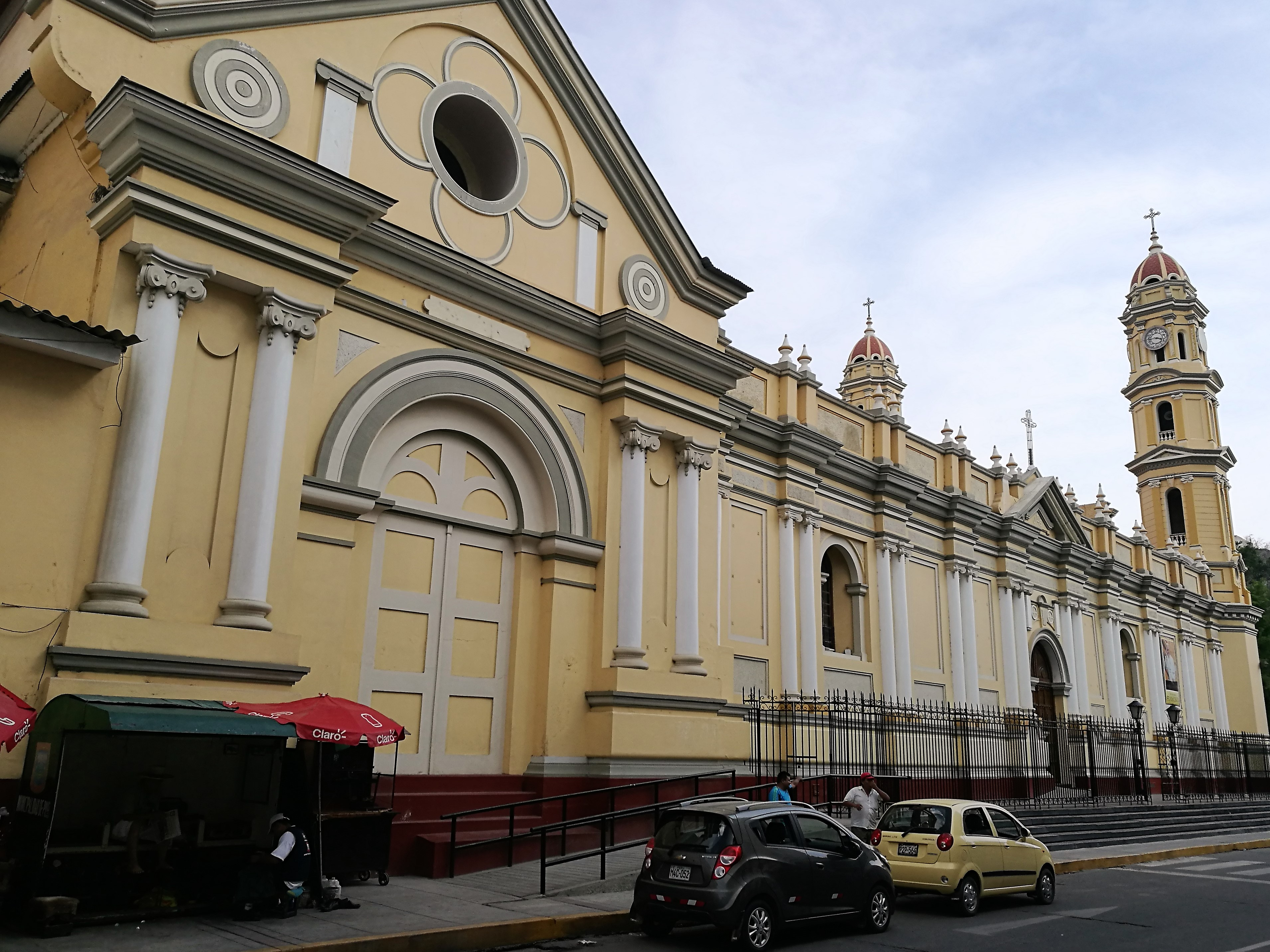
Oldalnézet
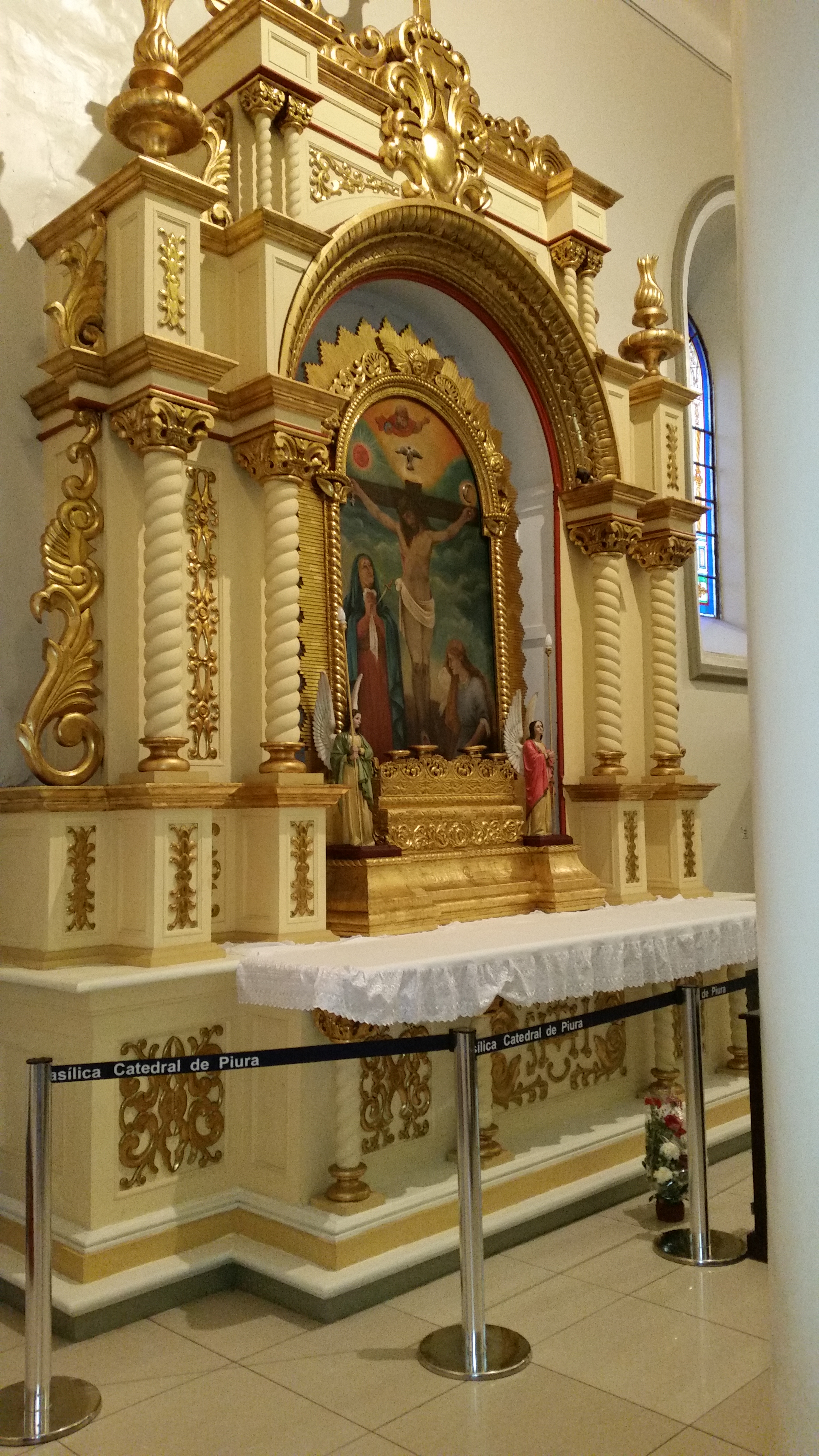
A csodák ura oltárkép